# Alanis
Alanis — дебютный студийный альбом Аланис Мориссетт, вышедший на MCA Records только в Канаде в апреле 1991 года и ставший в итоге платиновым.

## Об альбоме
Мориссетт записала альбом с помощью Лесли Хау, который также стал продюсером её второго альбома Now Is the Time (1992).

## Список композиций
1. «Feel Your Love» (Morissette, Leslie Howe) — 3:49
2. «Too Hot» (Morissette, Howe) — 4:00
3. «Plastic» (Morissette, Howe, Serge Côté) — 3:45
4. «Walk Away» (Morissette, Howe, Louise Reny, Frank Levin) — 4:51
5. «On My Own» (Morissette, Howe, Côté) — 4:08
6. «Superman» (Morissette, Howe) — 4:32
7. «Jealous» (Morissette, Howe, Côté) — 3:54
8. «Human Touch» (Morissette, Reny, Howe, Alanis) — 3:22
9. «Oh Yeah!» (Morissette, Howe) — 3:59
10. «Party Boy» (Morissette, Howe) — 4:20

## Участники
- Аланис Морисетт: Вокал
- Серж Котэ: Клавишные
- Лесли «Bud» Хоу: программирование ударных, гитары, дополнительные клавишные
- Франк «Fish» Левин: Mastermind на «Human Touch», соло на клавиатуре «Too Hot» и дополнительные строки договоренность о «On My Own»
- Бэк-вокал на «Too Hot» и «Feel Your Love»: Чад и Уэйд Мориссетт, Тайли Росс, Джон и Питер («Burn Бразерс»), Том «Sloppy» Сайдэк, Кевин «Iceman» Литтл, Дэн "Capt. Pin", Дин Джош Лавджой, Шон Дейли, Дженни "Frank #1" Парлиер, Мистер Фиш, Сал, Рик "Slick" Калмар.
- Записано в Distortion Studios в сентябре-декабре 1990 года, Оттава, Канада
- Дизайн обложки и оформление: Мартин Солдат
- Фото: Димо Сафари